# Huang Xiaoming
Dans ce nom chinois, le nom de famille, Huang, précède le nom personnel Xiaoming.
Huang Xiaoming (黄晓明), né le 13 novembre 1977  à Qingdao, province du Shandong, est un acteur et chanteur chinois.

## Filmographie
- 2009 : Snipers, tireur d'élite
- 2010 : Ip Man 2
- 2012 : The Last Tycoon
- 2013 : Badge of Fury
- 2014 : The Crossing
- 2016 : League of Gods
- 2016 : Mission Milano
- 2018 : Forever Young
- 2018 : Évasion 2 - Le Labyrinthe d'Hadès
- 2019 : The Bravest